# Love Crime
Love Crime (del francés: Crime d'amour) es una película de suspenso psicológico protagonizada por Ludivine Sagnier y Kristin Scott Thomas. Es la última película dirigida por Alain Corneau, y fue estrenada póstumamente después de la muerte del director debido al cáncer que padecía.

## Trama
Situado en los alrededores de París, Francia, la historia gira en torno a dos mujeres quienes trabajan en una compañía multinacional. Christine (Kristin Scott Thomas) es un cruel y despiadado ejecutivo de negocios quien disfruta usando y traicionando a las personas. Isabelle (Ludivine Sagnier) es la asistente administrativa inteligente, joven y ambiciosa de quien regularmente sufre de humillaciones personales y profesionales por Christine.
Un argumento secundario gira en torno al novio de Christine, Philippe, quien engaña a Christine con Isabelle. Cuando Christine descubre irregularidades de cuenta en las cuentas de negocios de Philippe con la firma, Christine lo amenaza en vez de informarle, esperando usarlo para su propio beneficio.
A mitad de la película, Isabelle, después de sufrir un sinnúmero de tratos y humillaciones por parte de Christine, la asesina mediante la organización de un robo en casa de Christine y la apuñala hasta causarle la muerte. Isabelle entonces se culpa así misma del crime, un signo aparente de un ataque de nervios, cuando ella es arrestada y encarcelada. En ese punto, Isabelle encarcelada se embarca en una búsqueda para probar su inocencia del asesina que ella realmente cometió, pero su defensa debe probar ser más difícil de lo previsto debido a su historia con Christine y a la evidencia circunstancial de Isabelle.

## Elenco
- Ludivine Sagnier como Isabelle Guérin.
- Kristin Scott Thomas como Christine Riviére.
- Patrick Mille como Philippe Deschamps.
- Guillaume Marquet como Daniel.
- Gérald Laroche como Gérard.
- Marie Guillard como Claudine (hermana).
- Mike Powers como Jefe 1.
- Matthew Gonder como Jefe 2.
- Jean-Pierre Leclerc como Gérard.
- Stéphane Roquet como Fabien.
- Frédéric Venant como Cadre.

## Estreno
La película se estrenó en Estados Unidos en septiembre de 2011 en edición limitada, y está haciendo su posicionamiento lento en los Estados Unidos. El idioma es en francés e inglés; El idioma inglés es hablado solo cuando los personajes de Christine e Isabelle han interactuado o tratado con clientes que no hablan francés.

## Recepción
La película ha recibido un 63% de puntuación "fresca", según el sitio web Rotten Tomatoes.